# Liria FK
Liria FK er en fodboldklub i Herlev i Storkøbenhavn. Klubben spiller i Serie 1.
Klubben med albanske værdier og dansk mentalitet
Klibben blev stiftet i 1989 af albanere i Danmark, da der dengang var mange uroligheder i Kosova, og herboende albanere ønskede at vise sine danske naboer at man elskede frihed, som der ikke var dengang i det tidligere Jugoslavien.
Liria betyder friheden, og hos Liria FK er der frihed til at være sig selv i en multikulturel forening af forskellige nationaliteter og kulturer, samlet om fodbolden. Liria FK vil være et vigtigt samlingspunkt for alle albanere, samtidigt med at Liria FK lægger stor vægt på mangfoldighed, og derfor er Liria FK en klub med plads til alle. Humanitet og gæstfrihed er væsentlige nøgleord hos Liria FK, og det vil de gerne være kendt for.
Liria FK har en ambition om at spille på højest mulige niveau i de danske fodboldrækker, og har desuden ambitioner om at sætte fokus på at udvikle på ungdommen. Uanset hvad vi gør, så gør vi det med fokus på ordentlighed og positivitet, og vi jagter altid at være den bedste udgave af os selv.